# Karlova Ves (okres Rakovník)
Obec Karlova Ves (lidově a dříve též úředně Karloves, německy Karlsdorf) se nachází v okrese Rakovník, kraj Středočeský, v lesnaté centrální části CHKO Křivoklátsko zhruba 16 km jihovýchodně od Rakovníka a 15 km zsz. od Berouna. Žije zde 127 obyvatel. Katastr obce tvoří z 98 % les, jedná se tak o nejzelenější obec v Česku.

## Historie
Obec Karlova Ves patří mezi velmi mladá sídla, její vznik spadá až do období novověku. Ves byla založena v místě zvaném U Buku na popud majitele křivoklátského panství knížete Karla Egona II. z Fürstenberka (1796–1854). Jako datum založení se udává rok 1826 či 1828. Na počátku bylo po obou stranách cesty pod knížecí cihelnou vyměřeno 26 stavení, do nichž se stěhovali osadníci z Nezabudic, Žloukovic a Všetat, vesměs dřevaři a zemědělší dělníci na panských statcích. Ve druhé polovině 19. století a počátkem století 20. spadala vesnice, tehdy nazývaná Karloves, pod obec Broumy, později se stala samostatnou obcí, jíž zůstává podnes, vyjma období 1. ledna 1980 až 23. listopadu 1990, kdy tvořila část obce Křivoklát.
| 1869 | 1880 | 1890 | 1900 | 1910 | 1921 | 1930 | 1950 | 1961 | 1970 | 1980 | 1991 | 2001 | 2011 |
| ---- | ---- | ---- | ---- | ---- | ---- | ---- | ---- | ---- | ---- | ---- | ---- | ---- | ---- |
| 227  | 215  | 208  | 203  | 185  | 194  | 193  | 169  | 192  | 154  | 144  | 126  | 113  | 128  |

### Územněsprávní začlenění
Dějiny územněsprávního začleňování zahrnují období od roku 1850 do současnosti. V chronologickém přehledu je uvedena územně administrativní příslušnost obce v roce, kdy ke změně došlo:
- 1850 země česká, kraj Praha, politický okres Rakovník, soudní okres Křivoklát[6]
- 1855 země česká, kraj Praha, soudní okres Křivoklát
- 1868 země česká, politický okres Rakovník, soudní okres Křivoklát
- 1939 země česká, Oberlandrat Kladno, politický okres Rakovník, soudní okres Křivoklát[7]
- 1942 země česká, Oberlandrat Praha, politický okres Rakovník, soudní okres Křivoklát[8]
- 1945 země česká, správní okres Rakovník, soudní okres Křivoklát[9]
- 1949 Pražský kraj, okres Rakovník[10]
- 1960 Středočeský kraj, okres Rakovník
- 2003 Středočeský kraj, obec s rozšířenou působností Rakovník

### Rok 1932
V obci Karlova Ves (198 obyvatel) byly v roce 1932 evidovány tyto živnosti a obchody: hostinec, trafika, obchod se smíšeným zbožím.

## Pamětihodnosti
- Hrad Týřov, zřícenina, postaven v 13. století, v 16. století zpustl.
- Národní přírodní rezervace Týřov, zahrnuje mj. zachovalé rozsáhlé lesní porosty a defilé Týřovických skal nad pravým břehem řeky Berounky (turisticky je přístupná jen malá část NPR a to pouze ve směru od Skryjí).
- Pomník básníka Antonína Macka, který v letech 1919 až 1923 do Karlovy Vsi jezdíval na letní byt.
- Vila č. p. 41 – na venkově neobvyklá vila postavená v empírovém stylu. Budována od roku 1931. Vila patřila Miladě Dvořákové, ženě generálního ředitele Kooperativy hospodářských družstev, která byla také první ženou basníka Antonína Macka, který zemřel v roce 1923. Výstavba velkého rodinného sídla, do kterého Milada Dvořáková investovala několik milionů, dala po několik let pracovní příležitost obyvatelstvu obce i okolí. Stavbu vily prováděl na projekční návrh syna stavebnice Dr. Zdeňka Macka stavební závod Cikán z Prahy. Průčelí tvoří tympanon, čtyři sloupy (dva a dva po stranách dveří) a čtyři okenní osy. Kolem je rozlehlá zahrada. V dobách komunismu vilu spravoval důl Nosek, Tuchlovice jako své rekreační středisko. V současnosti je v soukromém vlastnictví.
- Pomník tří koulí – v 19. století byly na tomto místě nalezeny tři dělové koule, které pravděpodobně pocházejí z dob třicetileté války. Fürstenbergové nechali na památku vyrobit tři velké kamenné koule, které tuto událost připomínají. V současnosti jsou tam vystaveny pouze betonové repliky. Uprostřed oploceného areálu je mnohosetletý smrk s pamětní cedulkou a textem O sv. Jiljí jdou jeleni k říji, v horní části je vyobrazen světec, uprostřed myslivec.
- Emilovna – soubor několika hájoven, stodol, rybníka; zázemí potřebné ke správě zdejších lesů a myslivosti. Původně to byla lovecká chata z konce 18. století. Tu nechal v roce 1863 přestavět Emil Egon z Fürstenbergu (1825–1899), syn Karla Egona II. z Fürstenbergu (1796–1854), pro svou choť kněžnu Leontýnu z Khevenhüller-Metsch (1843–1914), která vášnivě milovala lov. Na malované špatně čitelné několikrát přepisované pamětní desce je text: Sv. Hubert 3. XI. Poutníče, zastav se na chvíli v krajině milované. Odstřel zvěře v křivoklátském panství. Fürstenberský archiv lovu 1813–1913. Jelenů - 17556, daňků - 6997 [druhá číslice málo čitelná], srnců - 17671, černé zvěře - 2275, tetřevů - 2719, tetřívků - 4644, zajíců - 246272, králíků - 20802, bažantů - 24724, koroptví - 172690, div. kachen - 1926, vyder - 31, výrů - 435, lišek - 7532, toulavých psů - 8610, jestřábů - 7718, káňat - 9020 atd. Celkem - 522656 užitkové zvěře - 272951 zvěře škodné. Poslední medvěd 21. 8. 1692, -||- rys 17. 1. 1695, -||- divok. kočku - 1780, -||- vlk - 1724-1736, -||- tetřev 1950-1960. Poslední střet s pytláky s kouřim. lesním personálem nedaleko háj. Jelenec v [?] Budkách 21.5.1843 adjunkt Dom. Filip smrtelně postřelil Jos. Šnobla z Malého Újezdu. V současnosti je v majetku Lesů ČR, slouží k rekreaci zaměstnanců, nabízejí také komerční ubytování. Ve vedlejší budově je kancelář revíru Kouřimec. 13.5.2010 založili Jerome Colloredo Mansfeld, Lesy ČR, s. p. a základní pobočka České lesnické společnosti Křivoklát v areálu Emilovny 1. lesnický park ČR i v Evropě. Slavnostní akt byl završen zasazením památného dubu a umístěním kamene s pamětní deskou a textem: Památný strom. Zasazený dne 13. května 2010 u příležitosti založení Lesnického parku Křivoklátsko. Dub letní (Quercus robur).

## Doprava
Dopravní síť
- Pozemní komunikace – Do obce vede silnice III. třídy.

- Železnice – Železniční trať ani stanice na území obce nejsou.

Veřejná doprava 2011
- Autobusová doprava – V obci měly zastávku autobusové linky Beroun-Kublov-Branov (v pracovních dnech 2 spoje) (dopravce PROBO BUS a. s.) a Křivoklát-Roztoky-Karlova Ves-Branov (v pracovních dnech 2 spoje) (dopravce Autobusová doprava Kohout s. r. o.).

## Fotografie

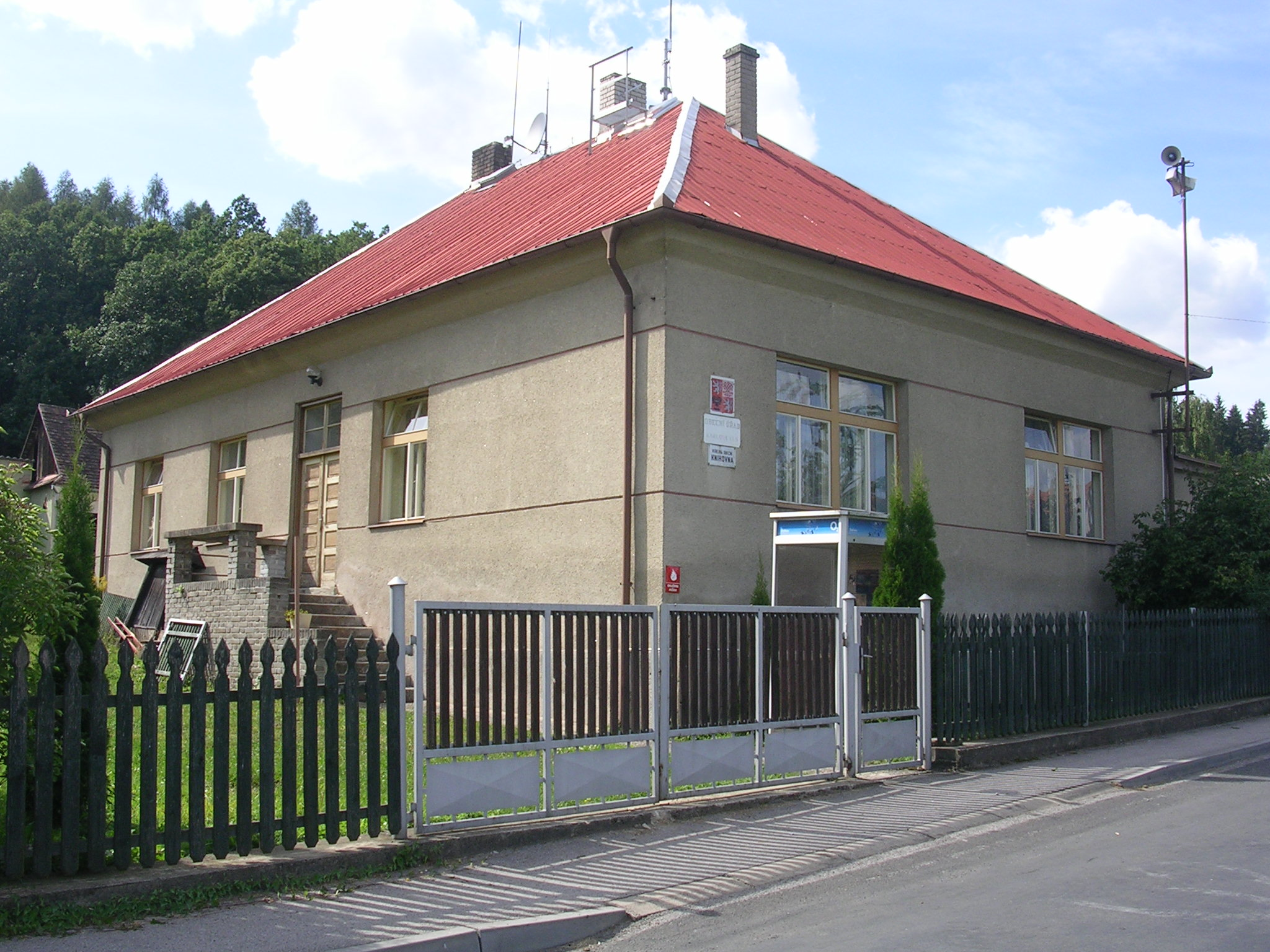
Obecní úřad
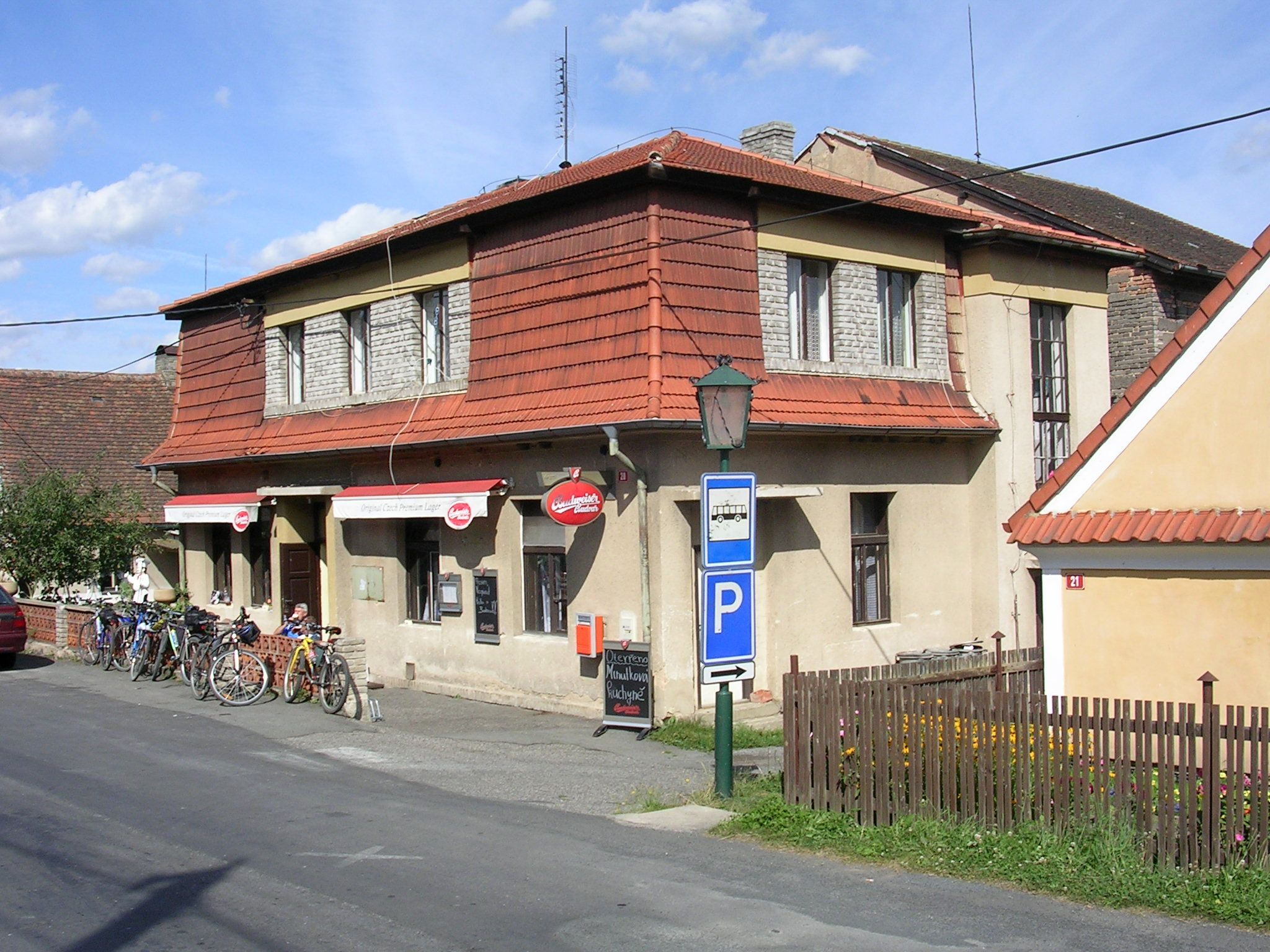
Restaurace U Buku
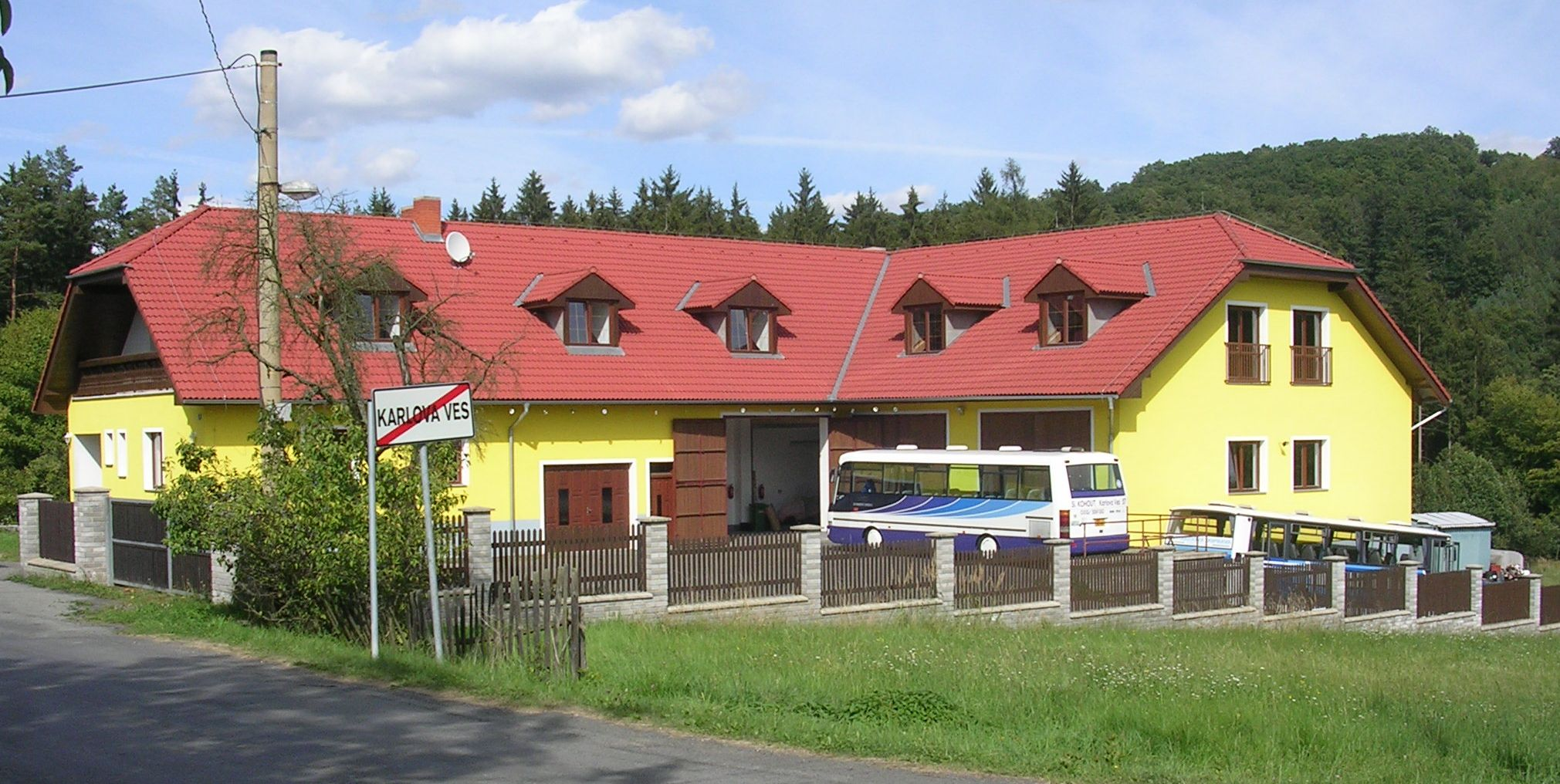
Provozovna Autobusové dopravy Kohout
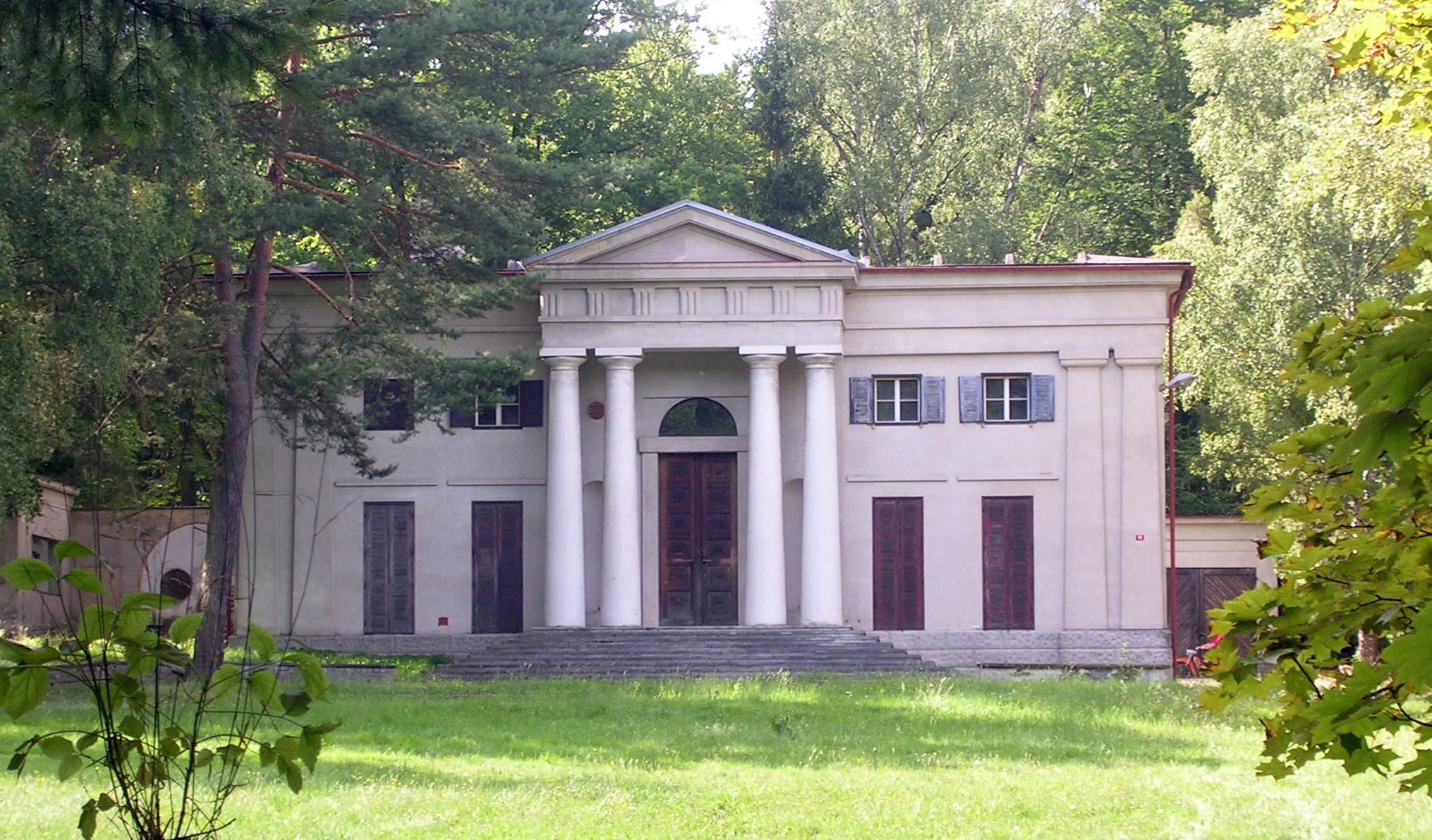
Vila č. p. 41